# UEFA Euro (serijal videoigara)
UEFA Euro serijal je FIFA-inih nogometnih videoigara. Radi se o službenim igrama UEFA Europskih nogometnih prvenstava. Proizvodi se od 1996. godine, kad je izašla prva igra, UEFA Euro 96.UEFA Euro serijal ima licencu od UEFA-e. Electronic Arts je proizvođač i izdavač svih igara, osim igre UEFA Euro 96, koju je proizvela trtka Gremlin Interactive.

## Sve igre u UEFA Euro serijalu
| Ime            | Godina | Natjecanje                                                 |
| -------------- | ------ | ---------------------------------------------------------- |
| UEFA Euro 96   | 1996.  | Europsko prvenstvo u nogometu – Engleska 1996.             |
| UEFA Euro 2000 | 2000.  | Europsko prvenstvo u nogometu – Belgija i Nizozemska 2000. |
| UEFA Euro 2004 | 2004.  | Europsko prvenstvo u nogometu – Portugal 2004.             |
| UEFA Euro 2008 | 2008.  | Europsko prvenstvo u nogometu – Austrija i Švicarska 2008. |
| UEFA Euro 2012 | 2012.  | Europsko prvenstvo u nogometu – Poljska i Ukrajina 2012.   |